# Cody Johnson

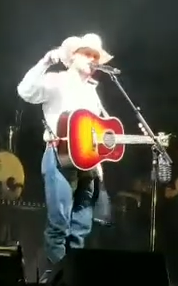
Cody Johnson (2018)

Cody Johnson (* 21. Mai 1987 in Huntsville, Texas) ist ein US-amerikanischer Countrysänger. 2014 hatte er mit dem Album Cowboy Like Me seinen ersten Erfolg in den Charts. 2019 kam er mit Ain’t Nothin’ to It auf Platz 1 der Country-Albumcharts.

## Biografie
Cody Johnson wuchs in einer musikalischen Familie auf und begann mit 12 Jahren mit dem Gitarrelernen. Er spielte in Schülerbands, gab aber als Jugendlicher seiner zweiten Leidenschaft, dem Bullenreiten, den Vorrang. Das betrieb er eine Zeitlang auch professionell, bevor er den Beruf des Gefängnisaufsehers in Huntsville aufnahm.
Mit 19 Jahren gründete er, mit Unterstützung seines Vaters, seine erste eigene Band und nahm noch im selben Jahr in Eigenregie sein erstes Album Black and White Label auf. Nachdem sie noch ein Livealbum aufgenommen hatten, zog sich sein Vater zurück und die Cody Johnson Band bekam eine neue Zusammensetzung. Zwei weitere Alben machten ihn in seinem Heimatstaat bekannt und bei den Regional Music Awards von Texas bekam er 2011 die Auszeichnung als bester neuer Sänger.
Daraufhin gab er seinen Beruf im Justizvollzug auf und produzierte mit professioneller Unterstützung von Trent Willmon sein nächstes Album Cowboy Like Me. Es erschien Anfang 2014 und brachte ihm noch ohne Labelunterstützung eine Top-10-Platzierung in den Country- und eine Top-40-Platzierung in den offiziellen Albumcharts. Auch das nächste Album Gotta Be Me produzierte er noch selbst und erreichte damit sogar Platz 2 bei den Countryalben.
Erst danach kam es zum Plattenvertrag mit Warner Music Nashville. 2018 hatte er mit On My Way to You seinen ersten Singleerfolg in den Billboard Hot 100. Das Lied erwies sich auch ohne Topplatzierung als langlebig und erreichte Platinstatus. Es war die Vorabveröffentlichung für das erste Major-Label-Album Ain’t Nothin’ to It, das Anfang 2019 erschien. Damit schaffte er den Sprung auf Platz 1 der Countryalben und in die Top 10 der offiziellen Charts. Außerdem bekam er eine Gold-Auszeichnung.
Die zweite Warner-Veröffentlichung, insgesamt sein achtes Album, erschien im Herbst 2021. Human: The Double Album enthält 18 Songs, darunter auch einige Coverversionen. Mit Platz 3 in den Countrycharts war es nicht ganz so erfolgreich wie die beiden Vorgänger, mit ’Til You Can’t brachte es ihm aber seinen zweiten Singlehit in den Hot 100.

## Diskografie

### Alben
| Jahr | Titel                   | Höchstplatzierung, Gesamtwochen, AuszeichnungChartplatzierungen (Jahr, Titel, Platzierungen, Wochen, Auszeichnungen, Anmerkungen) | Höchstplatzierung, Gesamtwochen, AuszeichnungChartplatzierungen (Jahr, Titel, Platzierungen, Wochen, Auszeichnungen, Anmerkungen) | Anmerkungen                            |
| Jahr | Titel                   | US | Country | Anmerkungen                            |
| ---- | ----------------------- | --- | --- | -------------------------------------- |
| 2014 | Cowboy Like Me          | US33 (2 Wo.)US | Country7 (13 Wo.)Country | Erstveröffentlichung: 14. Januar 2014  |
| 2016 | Gotta Be Me             | US11 Gold · (2 Wo.)US | Country2 (5 Wo.)Country | Erstveröffentlichung: 5. August 2016   |
| 2019 | Ain’t Nothin’ to It     | US9 Gold · (7 Wo.)US | Country1 (34 Wo.)Country | Erstveröffentlichung: 18. Januar 2019  |
| 2021 | Human: The Double Album | US19 Gold · (57 Wo.)US | Country3 (108 Wo.)Country | Erstveröffentlichung: 8. Oktober 2021  |
| 2023 | Leather                 | US18 Gold · (42 Wo.)US | Country5 (… Wo.)Country | Erstveröffentlichung: 3. November 2023 |

Weitere Alben
- 2006: Black and White Label
- 2007: Live and Rocking (Livealbum)
- 2009: Six Strings One Dream
- 2011: A Different Day

### Singles
| Jahr | Titel Album                            | Höchstplatzierung, Gesamtwochen, AuszeichnungChartplatzierungen (Jahr, Titel, Album, Platzierungen, Wochen, Auszeichnungen, Anmerkungen) | Höchstplatzierung, Gesamtwochen, AuszeichnungChartplatzierungen (Jahr, Titel, Album, Platzierungen, Wochen, Auszeichnungen, Anmerkungen) | Anmerkungen                                                   |
| Jahr | Titel Album                            | US | Country | Anmerkungen                                                   |
| --- | -------------------------------------- | --- | --- | ------------------------------------------------------------- |
| 2016 | With You I Am Gotta Be Me              | US— PlatinUS | Country46 (8 Wo.)Country | Erstveröffentlichung: 30. November 2016                       |
| 2018 | On My Way to You Ain’t Nothin’ to It   | US78 ×2Doppelplatin · (16 Wo.)US | Country13 (43 Wo.)Country | Erstveröffentlichung: 10. August 2018                         |
| 2019 | Nothin’ on You Ain’t Nothin’ to It     | US— PlatinUS | Country43 (3 Wo.)Country | Erstveröffentlichung: 22. Juli 2019                           |
| 2020 | Dear Rodeo Ain’t Nothin’ to It         | US— PlatinUS | Country43 (2 Wo.)Country | Erstveröffentlichung: 2. Oktober 2020 mit Reba McEntire       |
| 2021 | ’Til You Can’t Human: The Double Album | US18 ×5Fünffachplatin · (36 Wo.)US | Country1 (44 Wo.)Country | Erstveröffentlichung: 11. Juni 2021                           |
| 2022 | Human Human: The Double Album          | US61 Platin · (19 Wo.)US | Country15 (36 Wo.)Country | Erstveröffentlichung: 6. Juni 2022                            |
| 2023 | The Painter Leather                    | US25 Platin · (23 Wo.)US | Country7 (31 Wo.)Country | Erstveröffentlichung: 14. August 2023                         |
| 2024 | I’m Gonna Love You –                   | US37 (26 Wo.)US | Country7 (26 Wo.)Country | Erstveröffentlichung: 27. September 2024 mit Carrie Underwood |
| 2025 | She Hurts Like Tequila –               | — | Country36 (1 Wo.)Country | Erstveröffentlichung: 28. März 2025 mit Carin Leon            |
| Folgende Lieder erschienen nicht als Single, wurden aber durch das Album zum Download und Streaming bereitgestellt und konnten somit eine Platzierung erlangen: |                                        | | |                                                               |
| |                                        | | |                                                               |
| 2019 | Ain’t Nothin’ to It                    | US— GoldUS | Country42 (1 Wo.)Country | Charteinstieg: 2. Februar 2019                                |
| 2023 | Dirt Cheap Leather                     | US43 Platin · (20 Wo.)US | Country14 (43 Wo.)Country | Charteinstieg: 18. November 2023                              |
| 2023 | Leather                                | — | Country44 (1 Wo.)Country | Charteinstieg: 18. November 2023                              |
| 2023 | Whiskey Bent Leather                   | — | Country47 (1 Wo.)Country | Charteinstieg: 18. November 2023 feat. Jelly Roll             |
| 2025 | The Fall Leather Deluxe Edition        | — | Country37 (… Wo.)Country | Charteinstieg: 24. Mai 2025                                   |

Weitere Singles
- 2017: Wild as You (US: Platin)
- 2021: Diamond in My Pocket (US: Platin)
- 2021: Dance Her Home (US: Platin)
- 2021: Me and My Kind (US: ×2Doppelplatin )
- 2022: By Your Grace
- 2023: Long Live Cowgirls (mit Ian Munsick, US: Gold)

## Auszeichnungen für Musikverkäufe
| Goldene Schallplatte - Australien - 2024: für die Single The Painter - Kanada - 2023: für die Single Dear Rodeo - 2023: für die Single On My Way to You - 2023: für die Single With You I Am - 2023: für das Album Human: The Double Album - Vereinigte Staaten - 2024: für das Lied Half a Song - 2024: für das Lied Ride With Me - 2024: für das Lied Never Go Home Again | Platin-Schallplatte - Australien - 2024: für die Single ’Til You Can’t - Kanada - 2024: für die Single Human - 2024: für die Single The Painter 3× Platin-Schallplatte - Kanada - 2023: für die Single ’Til You Can’t |

Anmerkung: Auszeichnungen in Ländern aus den Charttabellen bzw. Chartboxen sind in ebendiesen zu finden.
| Land/RegionAuszeichnungen für Musikverkäufe (Land/Region, Auszeichnungen, Verkäufe, Quellen) | Gold       | Platin       | Verkäufe   | Quellen         |
| -------------------------------------------------------------------------------------------- | ---------- | ------------ | ---------- | --------------- |
| Australien (ARIA)                                                                            | Gold1      | Platin1      | 105.000    | aria.com.au     |
| Kanada (MC)                                                                                  | 4× Gold4   | 5× Platin5   | 560.000    | musiccanada.com |
| Vereinigte Staaten (RIAA)                                                                    | 9× Gold9   | 18× Platin18 | 22.500.000 | riaa.com        |
| Insgesamt                                                                                    | 14× Gold14 | 24× Platin24 |            |                 |